# Uhenfels (1931)
Pour les autres navires du même nom, voir Uhenfels.
Le Uhenfels est un cargo allemand construit pour la DDG Hansa (en) en 1931. Il est capturé par les Britanniques en 1939 puis renommé Empire Ability. Il est coulé par le U-69 deux ans plus tard, au large de l'Afrique de l'Ouest.